# Universidad de Ciencia y Cultura
La Universidad de Ciencia y Cultura (en persa: Daneshgah Elm va Farhang) es una de las universidades de Teherán. Esta universidad fue establecida en 1994 bajo el título de Instituto de Centro Académico de Educación, Cultura e Investigación de la Universidad de Teherán, con el permiso oficial del Ministerio de Ciencia, Investigación y Tecnología de Irán, por parte de la Centro Académico de Educación, Cultura e Investigación. USC es una de las universidades no gubernamentales más grandes y prestigiosas de Irán. USC tiene 105 miembros de la facultad a tiempo completo, aproximadamente 400 miembros de la facultad a tiempo parcial y un cuerpo estudiantil de aproximadamente 10 000 alumnos.

## Ubicación
El edificio central de esta universidad está ubicado en el área de Punak de Teherán y tiene un espacio techado de aproximadamente 20 000 metros cuadrados, que incluye espacio educativo, apoyo educativo y administrativo, incluida la sede central, facultad de arte y arquitectura, educación de posgrado . la unidad número 1 y número 2, el Instituto de Investigación de Desarrollo Tecnológico y el Instituto de Investigación Royan están a su disposición y planean mejorar el espacio a 3 hectáreas de acuerdo con el plan integral de la universidad.
Además, esta universidad tiene dos sucursales en las ciudades de Hamadan y Rasht. 

## Facultades universitarias
La Universidad de Ciencia y Cultura tiene cinco facultades:
- Facultad de Tecnología e Ingeniería
- Facultad de Arte y Arquitectura
- Facultad de Humanidades
- Facultad de Ciencias Básicas y Turismo
- Departamento de Petróleo y Gas

## Institutos de investigación colaboradores
- Instituto de Investigación Royan
- Instituto de Investigación de Avicena
- Instituto de Investigación de Humanidades y Estudios Sociales
- Instituto de Investigación de Protección de Suelos y Manejo de Cuencas
- Instituto de Investigaciones Eléctricas
- Instituto de Investigaciones de Plantas Medicinales
- Instituto de Investigación de Ciencias y Arte
- Instituto de Investigación para el Desarrollo de las Industrias Químicas
- Organización Jihad Académica e Industrial Sharif

## Universidades asociadas internacionales
- Universidad de Warwick, Inglaterra
- Universidad de Sheffield, Inglaterra
- Universidad de Putra, Malasia[4]
- Universidad de Ciencias de Malasia